# غودني أولافور غدناسون
غودني أولافور غدناسون مواليد 14 ديسمبر 1965 في آيسلندا، هو لاعب كرة سلة أيسلندي معتزل. بدأ مسيرته الاحترافية في سنة 1983. يبلغ طوله 6 قدم 2 بوصة (1.9 م). اعتزل اللعب في 2007. لعب مع نادي ريكيافيك لكرة السلة في الدوري الأيسلندي لكرة السلة.